# Kyllinga gracillima
Kyllinga gracillima là loài thực vật có hoa trong họ Cói. Loài này được Miq. mô tả khoa học đầu tiên năm 1865.

## Hình ảnh

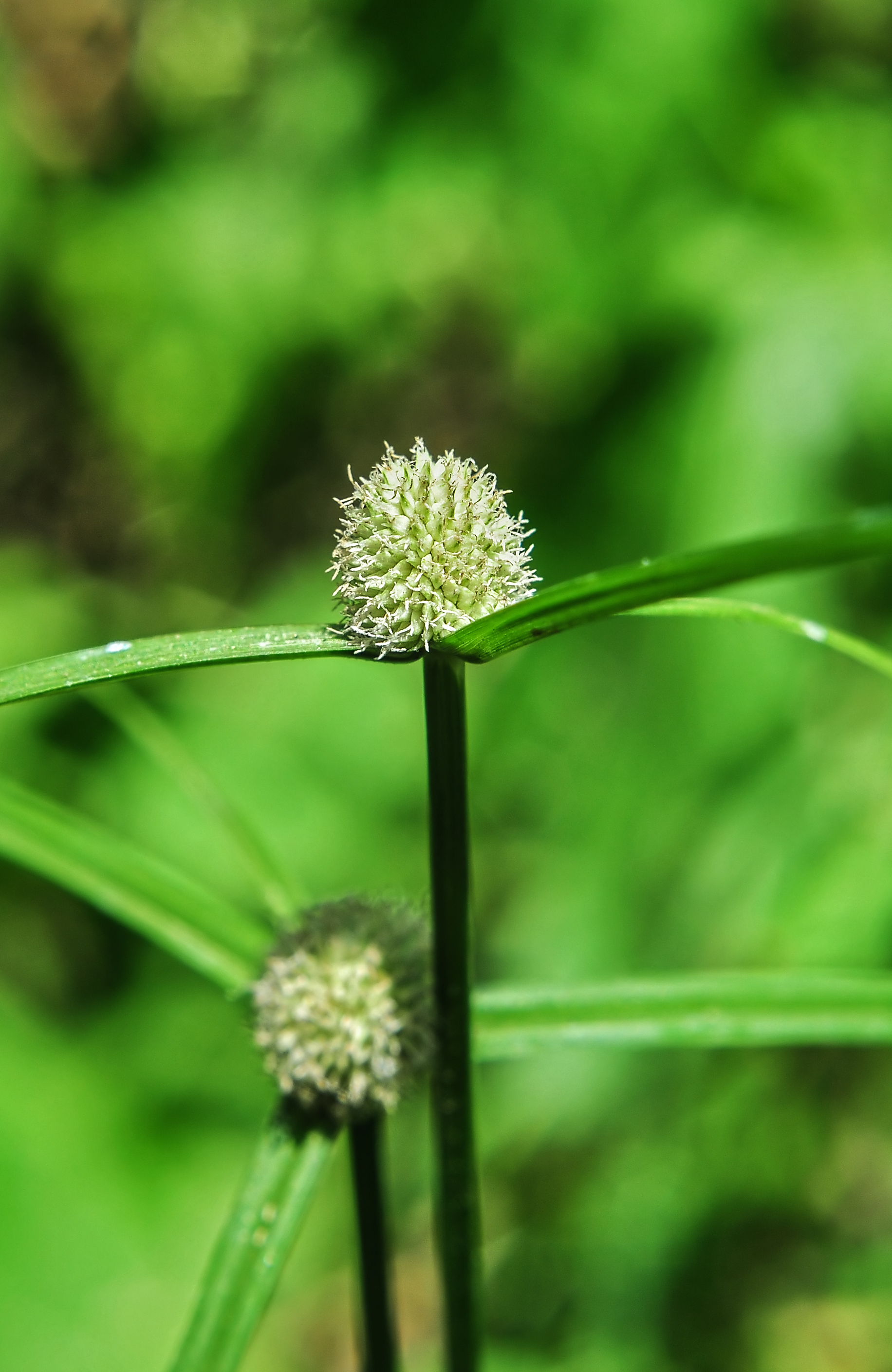
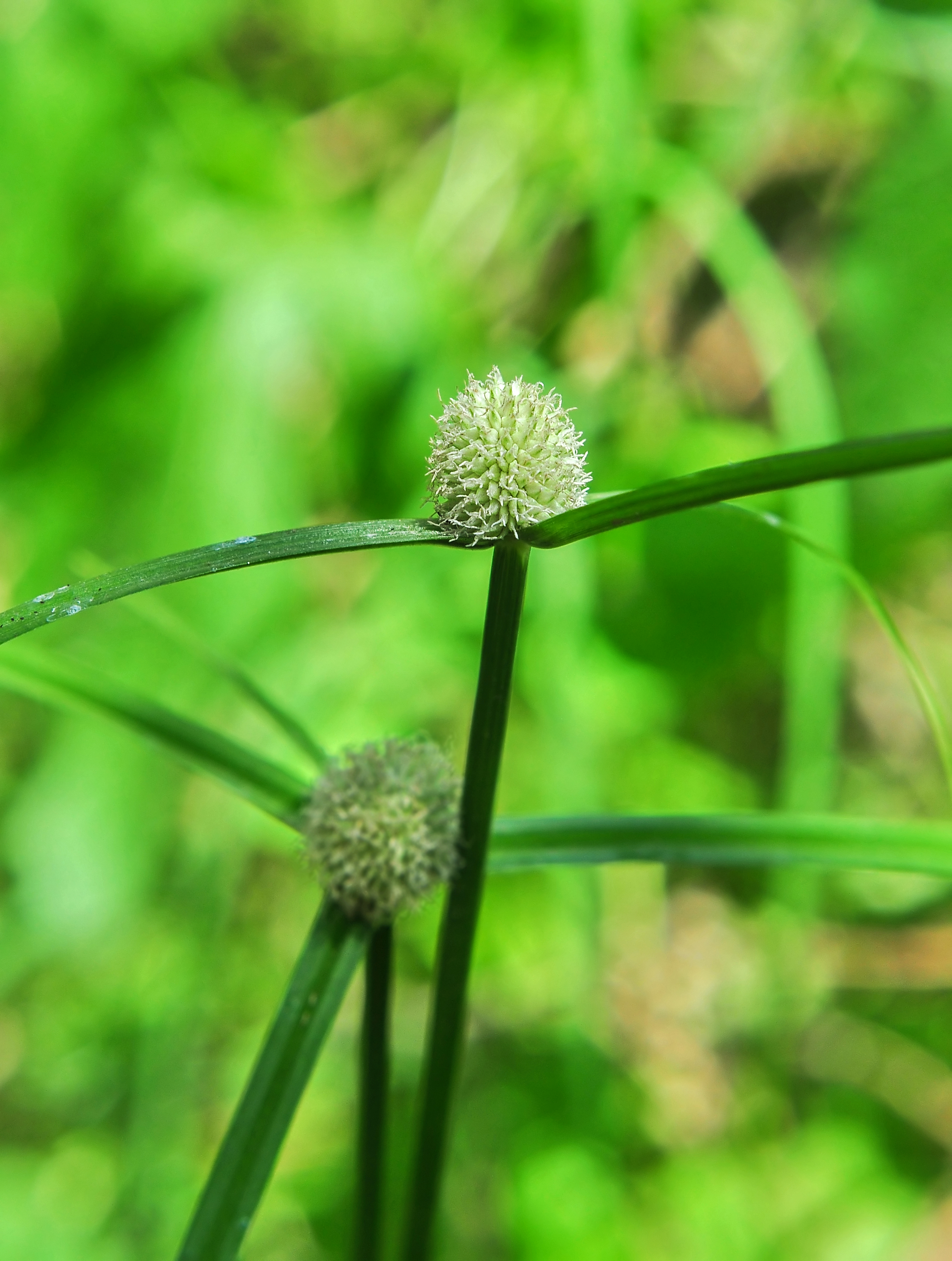
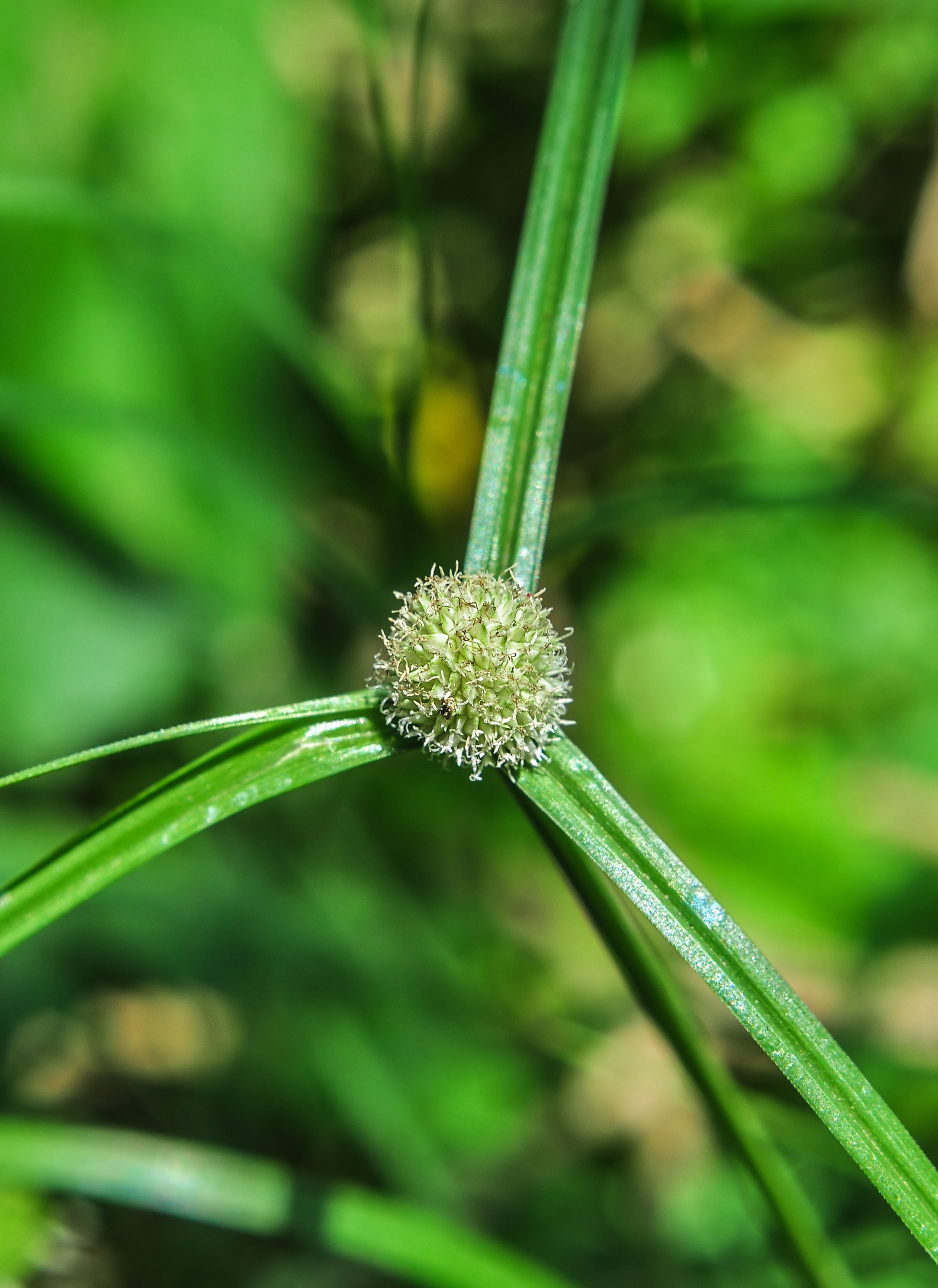